# Siefredus de Northúmbria
Siefredus (també escrit Sichfrith), fou rei de la Northúmbria conquerida pels vikings, anomenada Jòrvik, del 895 al 900, dates deduïdes per les monedes trobades. Alguns autors l'identifiquen amb un pretendent al tron d'Irlanda del mateix nom.

## Monedes trobades
El 1840 es va trobar un conjunt de més de 8.000 monedes, en l'anomenat tresor de Cuerdale (Lancashire). Part d'aquest tresor eren monedes de plata que portaven la inscripció en llatí SIEFREDUS REX, un rei del qual no se n'havia sentit parlar abans. El nom d'un altre rei el qual sí que era conegut, Cnut, apareixia en altres monedes del mateix tresor. La seqüència de les monedes indicava que Cnut havia governat després de Siefredus, aproximadament entre el 900 i el 905. Això suggeria que Siefredus va ser el successor de Guthred i que el seu regnat es podria datar entre el 895 i el 900. Els noms de Cnut i Siefredus estan junts en algunes monedes, potser per indicar que van governar conjuntament durant un temps.

## Identificació
L'historiador Alfred Smyth i altres han proposat que Siefredus podria ser la mateixa persona que va anar al capdavant d'una flota vikinga per conquerir Wessex el 893. També s'ha suggerit que podria ser el mateix Sichfrith que aquell mateix any va reclamar el tron de Dublín. Encara que no hi ha manera de saber si aquest és el mateix Sichfrith esmentat als Annals de l'Ulster, resulta plausible, i és molt probable que hi hagués contacte entre el regne viking de Northúmbria i el de Dublín en aquesta època. S'han presentat dues teories que competeixen per explicar els orígens de Siefredus. Smyth ha proposat que Siefredus era un northumbri que va salpar cap a Dublín després que la seva flota desembarqués un exèrcit en territori de Wessex. Segons aquesta teoria, Siefredus va fracassar en prendre la ciutat a causa de dissensions entre els vikings de Dublín, revolta que consta en els Annals de l'Ulster. Angus, en canvi, proposa que Siefredus era de Dublín i que va marxar cap l'illa de la Gran Bretanya quan va fracassar en l'intent per assolir el tron. L'explicació de Smyth és la considerada més probable, ja que en la Crònica d'Æthelweard es dona a entendre que Sichfrith era northumbri. Una tercera explicació és la proposada per Cannon i Hargreaves, segons la qual Siefredus i Cnut serien la mateixa persona.